# Gerhard Plaumann
Gerhard Walter Bernhard Plaumann (* 2. September 1887 in Döhrings, Kreis Rastenburg, Ostpreußen; † 23. Oktober 1918) war ein deutscher Papyrologe.

## Leben
Gerhard Plaumann, der Sohn des Gymnasialprofessors Emil Plaumann (1846–1897), besuchte das Königliche Gymnasium zu Danzig, wo er am 3. März 1905 das Reifezeugnis erhielt. Anschließend studierte er Klassische Philologie und Alte Geschichte, zunächst zwei Semester an der Universität Halle, anschließend an der Universität Leipzig. Hier beeinflusste ihn besonders der Althistoriker Ulrich Wilcken, der damals führende Papyrologe in Deutschland. Er regte Plaumann zur Beschäftigung mit den ägyptischen Papyrusurkunden an.
In seiner Dissertation untersuchte Plaumann die Entwicklung der staatsrechtlichen Stellung der Stadt Ptolemais in der griechisch-römischen Zeit. Das Ergebnis seiner Untersuchungen war eine umfangreiche monografische Darstellung, die noch lange nach ihrem Erscheinen gewürdigt wurde.
In den Jahren nach der Promotion (1910) diente Plaumann als Einjährig-Freiwilliger im preußischen Heer und erhielt dann eine Stelle als wissenschaftlicher Mitarbeiter bei der Papyrussammlung der Königlichen Museen zu Berlin. Während der folgenden Jahre veröffentlichte er mehrere papyrologische und historische Studien sowie zahlreiche Artikel für die Realenzyklopädie der klassischen Altertumswissenschaft.
Beim Ausbruch des Ersten Weltkriegs meldete sich Plaumann, Leutnant der Reserve, freiwillig. Er wurde an der Westfront eingesetzt. Auch im Felde führte Plaumann seine wissenschaftliche Arbeit fort: Er las Korrektur für die Einführung in die Papyruskunde seines Freundes Wilhelm Schubart (erschienen im Mai 1918) und arbeitete an einer Studie über das Amt des Idios Logos. Aber noch vor dem Abschluss fiel Plaumann am 23. Oktober 1918, in den letzten Kriegswochen.

## Schriften (Auswahl)
- Ptolemais in Oberägypten. Ein Beitrag zur Geschichte des Hellenismus in Ägypten. Quelle und Meyer, Leipzig 1910. Nachdruck Ann Arbor 1980.
- Das sogenannte Senatusconsultum ultimum, die Quasidiktatur der späteren römischen Republik. In: Klio. Band 13 (1913), S. 321–386.
- Griechische Papyri der Sammlung Gradenwitz. Winter, Heidelberg 1914.
- Der Idioslogos. Untersuchung zur Finanzverwaltung Ägyptens in hellenistischer und römischer Zeit. Akademie der Wissenschaften, Berlin 1919 (mit einem Nachruf von Wilhelm Schubart).